# El Quemado
El Quemado es una localidad argentina ubicada en el Departamento San Pedro de la Provincia de Jujuy. se encuentra sobre la Ruta Nacional 34, 14 km al norte de San Pedro de Jujuy. El nombre viene de la práctica de quema de campos tras la zafra de caña de azúcar.
Se desarrolló en torno a una estación de ferrocarril en tierras del Ingenio La Esperanza. Dicho ingenio demolió las casas y sus pobladores quedaron ocupando las edificaciones del ferrocarril. A diferencia de las demás localidades surgidas en terrenos del ingenio, muy pocos de ellos trabajan en los cañaverales. El Quemado fue el primer lugar donde la empresa YPF perforó pozos en búsqueda de petróleo en Jujuy, en el año 1924.